# West Wittering
West Wittering – wieś w Anglii, w hrabstwie West Sussex, w dystrykcie Chichester. Leży 11 km na południowy zachód od miasta Chichester i 97 km na południowy zachód od Londynu. W 2001 miejscowość liczyła 2684 mieszkańców.